# Sergio I de Amalfi
Sergio I (muerto en 966) fue el segundo duque de Amalfi y el primero de la familia Comite Musco.
En 958, Sergio, un ciudadano de la ciudad de Amalfi, asesinó el primer duque, Mastalus II y usurpó el trono. Con el fin de establecer una dinastía ducal como en Nápoles y Gaeta, se asocia inmediatamente con su hijo Manso. Cuando murió, la sucesión de Manso fue fácil.
Sergio tuvo otros hijos de nombre Juan, Adhemar y León, así como un hijo llamado Adelfer, que más tarde también usurparía el trono en Amalfi.